# Christopher Coke
Pour les articles homonymes, voir Coke.
Le texte peut changer fréquemment, n’est peut-être pas à jour et peut manquer de recul. 
Le titre et la description de l'acte concerné reposent sur la qualification juridique retenue lors de la rédaction de l'article et peuvent évoluer en même temps que celle-ci.
Michael Christopher Coke, né le 13 mars 1969, aussi connu sous le nom de Dudus, est un baron de la drogue vivant dans le quartier de Tivoli Gardens à Kingston, en Jamaïque. Fils du trafiquant Lester Lloyd Coke, surnommé « Jim Brown », décédé en 1992, il est recherché par Washington pour trafic de drogues et d'armes.
Christopher Coke serait le leader du gang du Shower Posse (« Bande de la douche », appelé ainsi car il arrose ses ennemis de rafales de balles), présent en Jamaïque, à Toronto et à New York. Son père, Lester Lloyd Coke, surnommé « Jim Brown », fut dans les années 1970 à la tête d'un gang de Tivoli Gardens armé par le JLP pour déstabiliser les quartiers favorables au PNP. C'est ce gang qui a donné naissance au Shower Posse dans les années 1980. « Jim Brown » est mort mystérieusement brûlé dans sa cellule en 1992, son fils aîné Mark, surnommé « Jah T », a été abattu la même année, ainsi que sa fille quelques années après et un autre de ses fils en 2004.
Il est également actionnaire de plusieurs entreprises de construction qui ont bénéficié d’importants contrats publics sous l’administration du JLP depuis 2007.
S'étant d'abord opposé à son extradition en alléguant des écoutes téléphoniques illégales effectuées contre Coke, le Premier ministre Bruce Golding délivra finalement un mandat d'arrêt contre lui le 17 mai 2010 afin de le capturer et le transférer aux autorités américaines. Fin mai, à la suite des violences suscitées par son gang tentant de s'opposer à son arrestation, Golding déclara l'état d'exception pour une durée d'un mois, dans la capitale, afin d'obtenir l'arrestation de Coke.
Dudus est largement protégé par les populations pauvres de sa communauté de Tivoli, qui le considèrent comme une sorte de Robin de Bois vers qui se tourner lorsqu'on a faim. Avec le produit de ses trafics il a financé plusieurs infrastructures, écoles dans les quartiers défavorisés de la capitale. Certains le surnomment même « le Président », et se disent prêts à mourir pour lui.
Il est finalement arrêté le 22 juin 2010, reconnu par des policiers à un barrage routier sur l'avenue Mandela vers l'ambassade des États-Unis, où il se serait rendu de lui-même,. 

## Source originale
- (en) Cet article est partiellement ou en totalité issu de l’article de Wikipédia en anglais intitulé « Christopher Coke » (voir la liste des auteurs).